# Via Labicana
A Via Labicana era uma antiga estrada romana na Itália, na direção leste-sudeste a partir de Roma. É possível que a estrada tenha a princípio levado a Túsculo e que tenha sido estendida até Labicos. Ela pode até ter superado o tráfego da Via Latina como uma rota para o sudeste pois, enquanto a distância da junção principal em Ad Bivium (ou até outra junção em Compitum Anagninum) é praticamente idêntica, o nível máximo da primeira é 22 metros menor que a última, um pouco mais a oeste do passo de monte Algido. Após a junção, é provável que a estrada tenha sido conhecida por Via Latina ao invés de Via Labicana. O caminho da estrada após os primeiros dez quilômetros de Roma não coincide com nenhuma outra estrada moderna, mas é claramente visível pelos restos de pavimentação e pelas edificações à beira da rota.

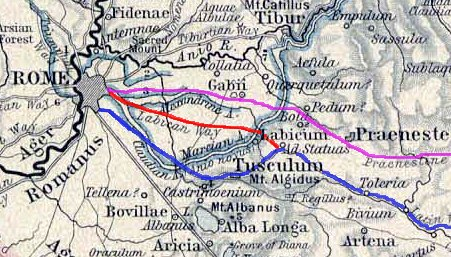
Via Labicana em vermelho. Em azul, a Via Latina e em roxo, a Via Prenestina.

A Via Labicana entrava em Roma pela Muralha Aureliana pelo antigo portão monumental chamado de Porta Prenestina e alcançava, após um trecho interior, a muralha serviana, entrando ali pela Porta Esquilina, decorada com o Arco de Galiano. O trecho da estrada perto de Roma é hoje conhecido como Via Casilina. Uma estátua de Augusto como pontífice máximo (pontifex maximus), encontrada numa vila de Lívia nesta estrada, é conhecida como "tipo de Via Labicana" e está hoje preservada no Museu Nacional Romano. O imperador romano Dídio Juliano foi enterrado na região da quinta marca na Via Labicana, após ter sido executado em 193.

## Pontes romanas
Há restos de pelo menos uma ponte romana ao longo da estrada, que cruza o Fosso del Giardinetto onze quilômetros a leste de Roma.